# Mitrophrys kenyamagaribae
Mitrophrys kenyamagaribae är en fjärilsart som beskrevs av Stoneham 1963. Mitrophrys kenyamagaribae ingår i släktet Mitrophrys och familjen nattflyn. Inga underarter finns listade i Catalogue of Life.